# Matthias Jung (Komiker)

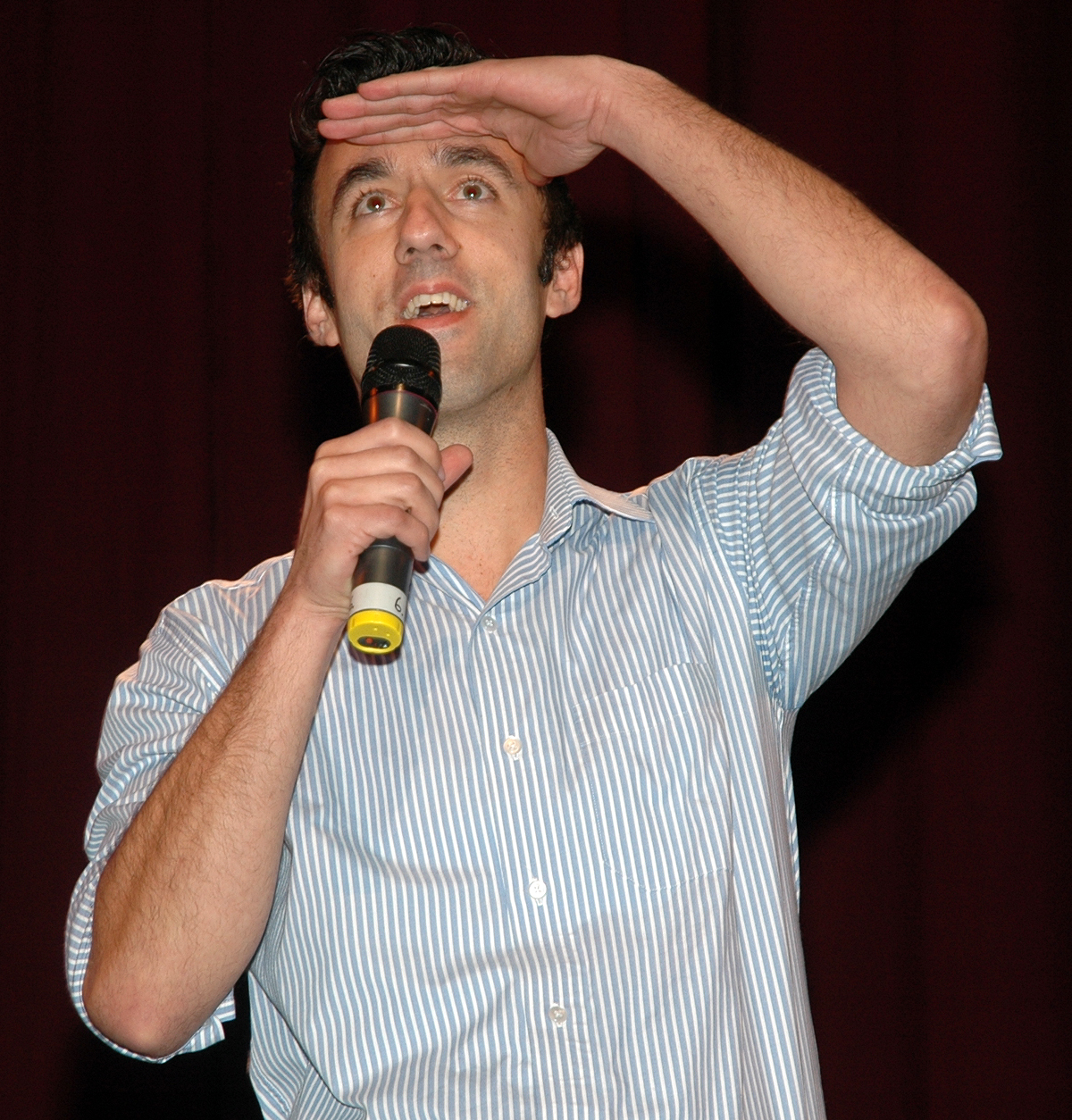
Matthias Jung (2012)

Matthias Jung (* 16. Juni 1978 in Bad Kreuznach) ist ein deutscher Komiker und Autor. Er ist durch Auftritte in NightWash und Quatsch Comedy Club sowie durch sein Buch Chill mal bekannt.

## Leben
Der in Hüffelsheim aufgewachsene Matthias Jung arbeitete nach seinem Diplom-Pädagogik-Studium als Autor u. a. für 7 Tage, 7 Köpfe, TV total und die Heute-show. 2005 startete er seine Bühnenkarriere als Kabarettist. 2013 erschien sein erstes Buch Meine erste Ampel – ein Stadtführer für Landeier im Rowohlt Verlag.
Von 2014 bis 2015 war Matthias bei Radio RPR1 mit einer täglichen Comedy-Serie zu hören. 2015 erschien seine erste CD Der Urlaubschecker; 2016 seine zweite CD Generation Teenietus. 2017 gewann er den NDR Comedy Contest und war für die Kabarett-Preise Stuttgarter Besen und Tuttlinger Krähe nominiert. 2016 war er auf Tour mit seinem Programm „Generation Teenietus – Pfeifen ohne Ende?!“.
Matthias hat regelmäßige Auftritte in Sendungen des SWR. Aktuell ist er im SWR3 mit der Radio Comedy „Eltern fragen – Jung antwortet – Spaßpädagogik mit Matthias Jung'“ zu hören und war schon mehrfach „SWR Club Comedian der Woche“. Er hält an Schulen seinen Poetry-Slam-Vortrag „Deine Zukunft – Lach dich Schlau!“ und moderiert in verschiedenen Städten „Science Slams“, wo er sich in ständigem Kontakt zu jungen Menschen befindet.
Seit 2018 ist er mit seinem Programm „Chill mal – Neues von der Generation Teenietus“ auf Deutschland-Tour. Im April 2018 erschien im Edel Verlag sein Buch Chill mal!: Am Ende der Geduld ist noch viel Pubertät übrig.
Matthias wohnt mit seiner Familie in Mainz.

## Werke
- Meine erste Ampel – der einzige Stadtführer für Landeier. Rowohlt-Taschenbuch-Verlag, Reinbek bei Hamburg 2012, ISBN 978-3-499-62811-5.
- Chill mal!: Am Ende der Geduld ist noch viel Pubertät übrig. Edel-Books-Verlag, Hamburg, ISBN 978-3841906090.
- Immer darf ich alles nie - Erste Hilfe für Familien die die Phase voll haben. Kösel-Verlag, München, ISBN 978-3-466-312276

## Auszeichnungen
- 2017: Lorscher Abt (4. Platz)